# International Hockey League (1945–2001)
International Hockey League (IHL) byla profesionální liga ledního hokeje, která měla svoji působnost prioritně ve Spojených státech amerických. V soutěži celkově startovalo pouze pět týmů z Kanady (Windsor Gotfredsons, Sarnia Sailors, Chatham Maroons, Windsor Bulldogs a Manitoba Moose) a jeden tým z Ruska (Russian Penguins). Založena byla v roce 1945. Mužstva z IHL fungovala jako farmářské týmy z NHL. V roce 2001 byla liga kvůli finanční nestabilitě zrušena a šest týmů bylo přeřazeno do konkurenční AHL.

## Vítězové
Zdroj:
| Sezóna    | Vítěz                     | Finalista                  | Výsledek |
| --------- | ------------------------- | -------------------------- | -------- |
| 2000–2001 | Orlando Solar Bears       | Chicago Wolves             | 4-1      |
| 1999–2000 | Chicago Wolves            | Grand Rapids Griffins      | 4-2      |
| 1998–1999 | Houston Aeros             | Orlando Solar Bears        | 4-3      |
| 1997–1998 | Chicago Wolves            | Detroit Vipers             | 4-3      |
| 1996–1997 | Detroit Vipers            | Long Beach Ice Dogs        | 4-2      |
| 1995–1996 | Utah Grizzlies            | Orlando Solar Bears        | 4-0      |
| 1994–1995 | Denver Grizzlies          | Kansas City Blades         | 4-0      |
| 1993–1994 | Atlanta Knights           | Fort Wayne Komets          | 4-2      |
| 1992–1993 | Fort Wayne Komets         | San Diego Gulls            | 4-0      |
| 1991–1992 | Kansas City Blades        | Muskegon Lumberjacks       | 4-0      |
| 1990–1991 | Peoria Rivermen           | Fort Wayne Komets          | 4-2      |
| 1989–1990 | Indianapolis Ice          | Muskegon Lumberjacks       | 4-0      |
| 1988–1989 | Muskegon Lumberjacks      | Salt Lake Golden Eagles    | 4-1      |
| 1987–1988 | Salt Lake Golden Eagles   | Flint Spirits              | 4-2      |
| 1986–1987 | Salt Lake Golden Eagles   | Muskegon Lumberjacks       | 4-2      |
| 1985–1986 | Muskegon Lumberjacks      | Fort Wayne Komets          | 4-0      |
| 1984–1985 | Peoria Rivermen           | Muskegon Lumberjacks       | 4-3      |
| 1983–1984 | Flint Generals            | Toledo Goaldiggers         | 4-0      |
| 1982–1983 | Toledo Goaldiggers        | Milwaukee Admirals         | 4-2      |
| 1981–1982 | Toledo Goaldiggers        | Saginaw Gears              | 4-1      |
| 1980–1981 | Saginaw Gears             | Kalamazoo Wings            | 4-0      |
| 1979–1980 | Kalamazoo Wings           | Fort Wayne Komets          | 4-2      |
| 1978–1979 | Kalamazoo Wings           | Grand Rapids Owls          | 4-3      |
| 1977–1978 | Toledo Goaldiggers        | Port Huron Flags           | 4-3      |
| 1976–1977 | Saginaw Gears             | Toledo Goaldiggers         | 4-3      |
| 1977–1976 | Dayton Gems               | Port Huron Flags           | 4-0      |
| 1974–1975 | Toledo Goaldiggers        | Saginaw Gears              | 4-3      |
| 1973–1974 | Des Moines Capitols       | Saginaw Gears              | 4-2      |
| 1972–1973 | Fort Wayne Komets         | Port Huron Wings           | 4-2      |
| 1971–1972 | Port Huron Wings          | Muskegon Mohawks           | 4-2      |
| 1970–1971 | Port Huron Flags          | Des Moines Oak Leafs       | 4-2      |
| 1969–1970 | Dayton Gems               | Port Huron Flags           | 4-3      |
| 1968–1969 | Dayton Gems               | Muskegon Mohawks           | 3-0      |
| 1967–1968 | Muskegon Mohawks          | Dayton Gems                | 4-1      |
| 1966–1967 | Toledo Blades             | Fort Wayne Komets          | 4-2      |
| 1965–1966 | Port Huron Flags          | Dayton Gems                | 4-1      |
| 1964–1965 | Fort Wayne Komets         | Des Moines Oak Leafs       | 4-2      |
| 1963–1964 | Toledo Blades             | Fort Wayne Komets          | 4-2      |
| 1962–1963 | Fort Wayne Komets         | Minneapolis Millers        | 4-1      |
| 1961–1962 | Muskegon Zephyrs          | St. Paul Saints            | 4-0      |
| 1960–1961 | St. Paul Saints           | Muskegon Zephyrs           | 4-1      |
| 1959–1960 | St. Paul Saints           | Fort Wayne Komets          | 4-3      |
| 1958–1959 | Louisville Rebels         | Fort Wayne Komets          | 4-2      |
| 1957–1958 | Indianapolis Chiefs       | Louisville Rebels          | 4-3      |
| 1956–1957 | Cincinnati Mohawks        | Indianapolis Chiefs        | 3-0      |
| 1955–1956 | Cincinnati Mohawks        | Toledo-Marion Mercurys     | 4-0      |
| 1954–1955 | Cincinnati Mohawks        | Troy Bruins                | 4-3      |
| 1953–1954 | Cincinnati Mohawks        | Johnstown Jets             | 4-2      |
| 1952–1953 | Cincinnati Mohawks        | Grand Rapids Rockets       | 4-0      |
| 1951–1952 | Toledo Mercurys           | Grand Rapids Rockets       | 4-2      |
| 1950–1951 | Toledo Mercurys           | Grand Rapids Rockets       | 4-1      |
| 1946–1950 | Chatham Maroons           | Sarnia Sailors             | 4-3      |
| 1948–1949 | Windsor Hettche Spitfires | Toledo Mercurys            | 4-3      |
| 1947–1948 | Toledo Mercurys           | Windsor Hettche Spitfires  | 4-1      |
| 1946–1947 | Windsor Spitfires         | Detroit Bright's Goodyears | 3-0      |
| 1945–1946 | Detroit Auto Club         | Detroit Bright's Goodyears | 2-1      |